# Интернет-мошенничество
Интернет-мошенничество (Электронное мошенничество) — вид мошенничества с использованием Интернета. Оно может включать в себя скрытие информации или предоставление неверной информации с целью вымогательства у жертв денег, имущества и наследства. Интернет-мошенничество не считается отдельным преступлением, а включает ряд незаконных действий, совершаемых в киберпространстве. Однако оно отличается от кражи, поскольку в этом случае жертва добровольно и сознательно предоставляет преступнику информацию, деньги или имущество. Оно также отличается тем, что в нём участвуют правонарушители, разделённые во времени и пространстве.
Согласно отчёту ФБР о преступлениях в Интернете за 2019 год, Центр жалоб о преступлениях в Интернете (англ. Internet Crime Complaint Center) получил более 467 тысяч жалоб. Жертвы потеряли более 3,5 млрд долларов из-за онлайн-мошенничества в 2019 году. Согласно исследованию, проведённому Центром стратегических и международных исследований (англ. Center for Strategic and International Studies) и McAfee, киберпреступность обходится мировой экономике в 600 млрд долларов, что составляет 0,8 % от общего мирового ВВП. Мошенничество в Интернете проявляется во многих формах: от почтового спама до онлайн-жульничества.

## Схемы интернет-мошенничества

### «Благотворительность»
Мошенник прикидывается представителем благотворительной организации, собирающей средства на помощь жертвам стихийного бедствия, террористической атаки, регионального конфликта или эпидемии. Также средства могут собирать без привязки к конкретному событию, например, на исследования рака, СПИДа или вируса Эбола, детские приюты. Мошенники могут выдавать себя за такие благотворительные организации, как Красный Крест или ООН. Мошенник просит пожертвований, часто ссылаясь на новостные статьи в Интернете, чтобы подкрепить свою историю о сборе средств. Жертвы таких мошенников — это благотворительные люди, которые верят, что помогают достойному делу, и ничего не ждут взамен.

### Билеты
Мошенничество с билетами является одной из разновидностей мошенничества в интернет-маркетинге. Злоумышленники предлагают билеты на популярные мероприятия, такие как концерты, шоу и спортивные мероприятия. В результате билеты являются поддельными или не доставляются покупателям. Распространение онлайн-агентств по продаже билетов и существование опытных и нечестных продавцов билетов подпитывают этот вид мошенничества. Многие из таких мошенников управляются британскими билетными рекламодателями, хотя они могут базировать свои операции в других странах.
Ярким примером стало глобальное мошенничество с билетами на Олимпийские игры в Пекине 2008 года, осуществляемое зарегистрированной в США компанией «Xclusive Leisure and Hospitality», продававшей билеты через профессионально разработанный веб-сайт с названием «Beijing 2008 Ticketing». Через этот сайт было продано поддельных билетов на сумму более 50 миллионов долларов. За аферой стоял британский продавец билетов Теренс Шепард.

### Подарочные карты
Последнее время преступники всё чаще занимаются мошенничеством с использованием подарочных карт магазинов. В частности, злоумышленники пытаются получить информацию, касающуюся подарочных карт, которые были выпущены, но не были использованы. Некоторые из методов кражи данных подарочных карт включают в себя ботов, которые запускают атаки методом «грубой силы» на розничные системы, которые их хранят. Сначала хакеры крадут данные подарочной карты, проверяют существующий баланс через онлайн-сервис магазина, а затем пытаются использовать эти средства для покупки товаров или перепродажи на стороннем веб-сайте. В случаях перепродажи подарочных карт злоумышленники забирают оставшуюся сумму наличными, что также можно использовать как метод отмывания денег.

### Кликбейт
Злоумышленники тратят много сил на создание ярких заголовков, по которым хочется перейти. Они должны быть такими, чтобы устоять было невозможно: заманчивыми и невероятными, но при этом правдоподобными. Чем больше у злоумышленников ваших данных, тем проще им создать кликбейтный заголовок, который вас привлечет. Если вы на него нажмете, то вас смогут перенаправить куда угодно.

### Развод на деньги
Различные схемы, направленные на выманивание денег путем использования эмоциональной близости с жертвой (скаминг, от англ. scam — обман, «развод»). Мошенники знакомятся с жертвой в интернете и в течение длительного времени развивают знакомство, используя эмоциональные уязвимости последней, такие как страхи, одиночество, жадность, скорбь, скука и др. Мошенники действуют по методикам, составленным опытными психологами, что позволяет им воздействовать на жертвы различного образовательного уровня, общественного положения и достатка. После установления доверительных отношений новые «друзья» уговаривают жертву вложить деньги в «надежные схемы», якобы обеспечивающие высокий доход, после чего бесследно исчезают. 
Подобные схемы получили широкое распространение.  Так, по данным ООН за 2023 год только в Камбодже и Мьянме на скамеров работали 250 тыс. местных жителей. В мировом масштабе это число достигает 1,5 млн. По данным британского издания The Economist доходы скамеров приближаются к доходам наркоторговли.